# Pantaleón Panelo
Pantaleón Panelo nacido como Pantaleón José Feliciano Panelo de Melo (Buenos Aires, Virreinato del Río de la Plata, 27 de julio de 1783 – Concepción del Uruguay de la provincia de Entre Ríos, Provincias Unidas del Río de la Plata, e/ agosto y diciembre de 1825) era un comerciante, hacendado propietario de la estancia San Pedro desde 1816, político y funcionario argentino, descendiente de nobles y gobernantes hispano-rioplatenses, que fue elegido diputado departamental de Entre Ríos desde 1821 hasta 1822, año que fue firmante del Estatuto Constitucional de Entre Ríos pero al poco tiempo tuvo que abandonar su puesto legislativo por cuestiones de salud.

## Biografía hasta la compra de la estancia San Pedro

### Origen familiar y primeros años
Pantaleón Panelo había nacido el 27 de julio de 1783 en la ciudad de Buenos Aires, capital de la superintendencia homónima y al mismo tiempo del Virreinato del Río de la Plata, siendo hijo de Estanislao José Panelo y González Pastor y de su esposa Olegaria de Melo, y fue bautizado el 29 del corriente por sus padrinos Feliciano del Rey y la tía Magdalena Panelo en la iglesia de La Merced. Tenía un hermano llamado Julián Panelo de Melo que se casó con María Vicenta Pérez de Saravia.
Era nieto paterno del rico comerciante sardo-piamontés Juan Antonio Panelo, que fue nombrado durante la ocupación británica de Manila como teniente de gobernador general de Filipinas y al mismo tiempo ocupaba el cargo de alcalde mayor de Pampanga desde 1762 hasta 1764, y de su esposa María Gregoria González Pastor.
Sus tatarabuelos paternos eran Juana de Arroyo (n. ca. 1675 - f. después de 1738) y el capitán Alonso Pastor de Gaete (n. ca. 1665 - f. después de 1758) que además de militar también era un licenciado en leyes.
Por lo tanto, Pantaleón era trastataranieto del general hispano-castellano Alonso Pastor Ramírez (n. Carrión de los Condes, Tierra de Campos palentino, ca. 1625) —cuyos padres eran Alonso Magdaleno Pastor (n. ca. 1595) y Catalina Ramírez (n. ca. 1605)— y de su esposa María de Gaete Izarra (n. Buenos Aires, e/ enero y el 10 de febrero de 1622), la cual había sido dotada el 7 de septiembre de 1649 para poder casarse en 1650, por sus padres Gaspar de Gaete Cervantes y Jiménez de Gudelo (n. Extremadura castellana, Corona de España, 1582 - Buenos Aires, 25 de marzo de 1647) y por su cónyuge Polonia de Astor Izarra.

### De Buenos Aires a Concepción del Uruguay

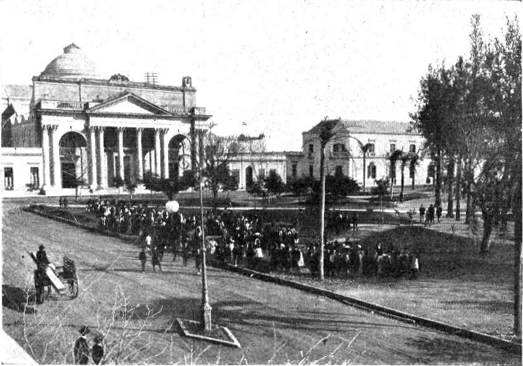
Concepción del Uruguay con la plaza Ramírez y la iglesia de la Inmaculada Concepción (1910).

Pantaleón Panelo era un comerciante afincado hacia 1810 en la entonces villa de Nuestra Señora de la Inmaculada Concepción del Uruguay que tenía su negocio en la esquina sudeste de la manzana de tierra comprendida entre las actuales calles Sarmiento, Vicente H. Montero, Alberdi y Moreno.
En la villa figuraba como administrador y receptor de Tabacos y Alcabalas hacia el 13 de julio de 1811, fecha en que quedó registrado.
Se convirtió en un hacendado al adquirir en el año 1816 la estancia San Pedro del departamento entrerriano de Concepción del Uruguay, en donde él mismo construyó la casa familiar para dedicarse a las actividades agrícolo-ganaderas.
Existía gran amistad entre la familia Panelo y la de Tadea Florentina Jordán que en sus primeras nupcias con el comerciante paraguayo Juan Gregorio Ramírez fue madre de Estefanía, Marcela y del general Francisco Ramírez a quien Pantaleón Panelo alentaba y apoyaba en sus planes patrióticos para transformarse en el futuro Supremo Entrerriano.

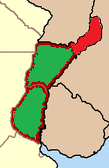
La República de Entre Ríos del general Francisco Ramírez de 1820 a 1821 (actuales provincias de Entre Ríos y de Corrientes, y parte de Misiones, esta en constante ataque luso-brasileño).

Tadea Jordán, al enviudar, se volvió a casar con Lorenzo José López y con quien tuvo a diez hijos más, entre ellos a Ricardo López Jordán "el Padre" (progenitor de su homónimo, el general Ricardo López Jordán "el Hijo").

## Diputado departamental de Entre Ríos y deceso

### Electo diputado por el departamento Uruguay
Posteriormente a ser disuelta la efímera y semiindependiente República de Entre Ríos del gobernador Francisco Ramírez —la cual abarcaba la totalidad de la Mesopotamia argentina— fue elegido diputado departamental el 11 de noviembre de 1821, para integrar el primer Congreso provincial bajo la convocatoria del gobernador Lucio Norberto Mansilla.
Al año siguiente fue uno de los cinco firmantes del Estatuto Constitucional de Entre Ríos del 13 de marzo de 1822, pero por problemas de salud tuvo que renunciar al puesto de diputado el 12 de noviembre del mismo año.

### Fallecimiento
Finalmente Pantaleón Panelo fallecería entre los meses de agosto y diciembre de 1825 en la ciudad de Concepción del Uruguay de la  provincia de Entre Ríos, la cual conformaba a las Provincias Unidas del Río de la Plata.
Su viuda Petrona Pérez administró los bienes familiares y dos décadas después vendió el 5 de diciembre de 1846 la citada estancia San Pedro de su difunto marido por la suma de $ 15.200 al entonces gobernador entrerriano Justo José de Urquiza, para empezar a construir en 1848 el Palacio San José que se terminaría en el año 1860.

## Matrimonio y descendencia
El rico hacendado Pantaleón Panelo de Melo se había unido en matrimonio el 16 de abril de 1816 en la iglesia de la Inmaculada Concepción de la ciudad de Buenos Aires con Petrona Pérez de Saravia y Pérez (Montevideo, gobierno subordinado homónimo de la superintendencia de Buenos Aires, Virreinato del Río de la Plata, 1789 - Concepción del Uruguay, provincia de Entre Ríos, 31 de octubre de 1887), siendo la hermana de María Vicenta Pérez de Saravia casada con su concuñado Julián Panelo de Melo e hijas legítimas de Manuel Pérez de Saravia y Sorarte Báez de Alpoin (n. ca. 1753) y de Catalina Pérez, y nietas paternas de Francisco Pérez de Saravia, primer teniente de gobernador de Yapeyú desde 1771 hasta 1774, y de su esposa Sabina Gregoria Josefa de Sorarte Andonaegui y Báez de Alpoin.
Fruto del matrimonio entre Pantaleón Panelo y Petrona Pérez concibieron por lo menos a seis hijos:
- Luisa Panelo[1][15][17][18] (Buenos Aires,[1] enero de 1817[15] - f. antes de 1868)[18] que se casó en Concepción del Uruguay el 21 de enero de 1857 en la iglesia de la Inmaculada Concepción con Mariano Cordero[18] (ca. 1818 - f. 1899).
- Gregorio José María Panelo[1][15][18] (ib., 16 de febrero de 1818[15][18] - Ajó, provincia de Buenos Aires, 18 de diciembre de 1871) fue bautizado por su tío y padrino Julián Panelo de Melo el día de nacimiento y posteriormente pasó a ser un militar y hacendado.[18]
- María Valentina del Corazón de Jesús Panelo[17] (ib., 14 de febrero de 1819[17] - ib., 17 de agosto de 1820) que fue bautizada por su abuela paterna y madrina Olegaria de Melo el 15 del mes de nacimiento en la iglesia de La Merced, y fallecería siendo una niña al año siguiente.
- Manuela Norberta del Sagrado Corazón de Jesús Panelo[1][15][17][18][19] (ib.,[1] 6 de junio de 1820[15] - Concepción del Uruguay,[19] después de 1896)[19] que también fue bautizada por su abuela paterna y madrina Olegaria Melo el 7 de junio de 1820 en la iglesia de La Merced y que de adulta permanecería soltera,[17][18][19] residiendo en Concepción del Uruguay con su madre viuda,[18] que falleció en 1887,[2] y en donde residiría como rentista en la misma ciudad hasta después de 1895.[19]
- Valentina Panelo[17][19] (Concepción del Uruguay, ca. 1822 - Buenos Aires,[19] después de 1895)[19] que se casó en Concepción del Uruguay[17] el 17 de mayo[17] de 1850[17] en la iglesia de la Inmaculada Concepción[17] con Eulogio Redruello y Mayans Larrazábal[17] (n. 1809 - f. 1868) —familiar del presbítero José Bonifacio Redruello,[17] del bando realista desde 1810[17] y luego del bando artiguista desde 1814— y con quien concebiría a tres hijas,[17] María Josefa Valentina,[17] María Lucía Redruello Panelo[17][19] (n. Concepción del Uruguay, 1855) que se enlazó con Alberto Gache Solveyra (n. 1855)[18] y con quienes residiría en sus últimos años,[19] y Valentina Redruello Panelo[17] (ib., 1860 - Buenos Aires, 17 de mayo de 1931) casada desde el 19 de marzo de 1887 en la iglesia de La Merced con su concuñado, el doctor en medicina Juan Simón Gache Solveyra (Guardia de Luján o Mercedes, Estado de Buenos Aires, 20 de agosto de 1859 - Buenos Aires, 13 de agosto de 1907).
- María del Carmen Panelo[17] (ib., ca. 1825 - ib.,[17] 28 de mayo[17] de 1892)[17] que se casó en Concepción del Uruguay[20] el 8 de mayo[20] de 1865[20] en la iglesia de la Inmaculada Concepción[20] con Abaham Gilbert[20] pero con quien no tuvo descendientes.[20]